# Singapore Ice Hockey Association
Singapore Ice Hockey Association ordnar med organiserad ishockey i Singapore. Singapore inträdde i IIHF den 2 maj 1996.

## Historik
1988 byggdes en rink i Singapore a private investeraren; Fuji Ice Palace i utkanterna av City Central. Vid 1990-talets mitt flyttades Fuji Ice Palace till Jurong East Entertainment Center (nära Jurong East MRT Station). Ännu 2006, var det Singapores ändra isrink i drift. 1997 startades en local serie vid Fuji, bestående av sex lag. På grund av dyra spelarkostnader lades serien ner efter en säsong. I stället startades National Ice Hockey League of Singapore år 2000.
Sedan åtminstone 1997 har Canadian Association of Singapore bedrivit ett ungdomsprogram.

### Fotnoter
1. ↑  ”Singapore”. International Ice Hockey Federation. http://www.iihf.com/iihf-home/countries/singapore.html. Läst 9 april 2012.